# Гарраффо, Марсело
Марсело Омар Гарраффо Биано (исп. Marcelo Omar Garraffo Biano, 5 сентября 1957, Буэнос-Айрес, Аргентина) — аргентинский хоккеист (хоккей на траве), полевой игрок. Двукратный чемпион Панамериканских игр 1975 и 1991 годов.

## Биография
Марсело Гарраффо родился 5 сентября 1957 года в Буэнос-Айресе.
Играл в хоккей на траве за «Сьюдад де Буэнос-Айрес», в составе которого девять раз был чемпионом Буэнос-Айреса (1976—1977, 1979, 1981, 1984—1988) и первым чемпионом Аргентины (1987). Пять раз признавался лучшим хоккеистом года в стране.
В 1976 году вошёл в состав сборной Аргентины по хоккею на траве на летних Олимпийских играх в Монреале, занявшей 11-е место. Играл в поле, провёл 6 матчей, забил 1 мяч в ворота сборной Австралии.
В 1988 году вошёл в состав сборной Аргентины по хоккею на траве на летних Олимпийских играх в Сеуле, занявшей 8-е место. Играл в поле, провёл 6 матчей, забил 1 мяч в ворота сборной Индии. Был капитаном команды.
В 1992 году вошёл в состав сборной Аргентины по хоккею на траве на летних Олимпийских играх в Барселоне, занявшей 11-е место. Играл в поле, провёл 1 матч, мячей не забивал. Был капитаном команды и знаменосцем сборной Аргентины на церемонии открытия.
В 1975 и 1991 годах в составе сборной Аргентины завоевал золотые медали хоккейных турниров Панамериканских игр, в 1983 и 1987 годах — серебряные медали. На Играх 1987 года был знаменосцем сборной Аргентины на церемонии открытия.
В 1985 году был лучшим снайпером Межконтинентального кубка в Барселоне.
В 1991 году Аргентинская ассоциация хоккея на траве признала его лучшим хоккеистом страны всех времён.
По окончании игровой карьеры стал тренером, работал с мужскими и женскими клубными командами. В 1988—1991 годах работал в Испании с «Депортиво» из Таррасы. В 1997 году возглавил мужскую сборную Аргентины, которую в 1999 году привёл к серебряным медалям Панамериканских игр в Виннипеге.
С 10 декабря 1999 по 20 декабря 2001 года был министром спорта Аргентины.
В конце 2012 года возглавил женскую сборную Аргентины, но проработал на посту только четыре месяца.
Впоследствии работал тренером в «Сан-Лоренсо де Альмагро».

## Увековечение
В ноябре 2014 года «Сьюдад де Буэнос-Айрес» установил памятную доску в знак признания достижений Марсело Гарраффо.